# Jussi Pajunen
Jussi Ilmari Pajunen (ur. 5 września 1954 w Helsinkach) – fiński polityk i samorządowiec, od 2005 do 2017 burmistrz Helsinek.

## Życiorys
Ukończył studia pierwszego i drugiego stopnia w Helsińskiej Wyższej Szkole Handlu. W 1980 uzyskał dyplom MBA we francuskiej uczelni INSEAD.
od 1978 do 2005 zawodowo związany ze spółką z ograniczoną odpowiedzialnością "Edvard Pajunen", w której zajmował kierownicze stanowiska. Pełnił również funkcje w organach innych spółek prawa handlowego i towarzystw ubezpieczeniowych. Od 1991 do 1998 był przewodniczącym fińskiego stowarzyszenia łyżwiarstwa szybkiego oraz członkiem rady centralnej Fińskiego Komitetu Olimpijskiego. W latach 1997–2005 zasiadał w radzie miejskiej Helsinek. Od 1999 był członkiem zarządu miasta, od 2003 przewodniczącym rady miejskiej. Przez rok przewodniczył grupie partyjnej Partii Koalicji Narodowej.
1 czerwca 2005 zastąpił Eva-Riittę Siitonen na stanowisku burmistrza (menedżera miejskiego) Helsinek. Pełnił tę funkcję do czerwca 2017.